# Линкольнширская кудрявошёрстная свинья

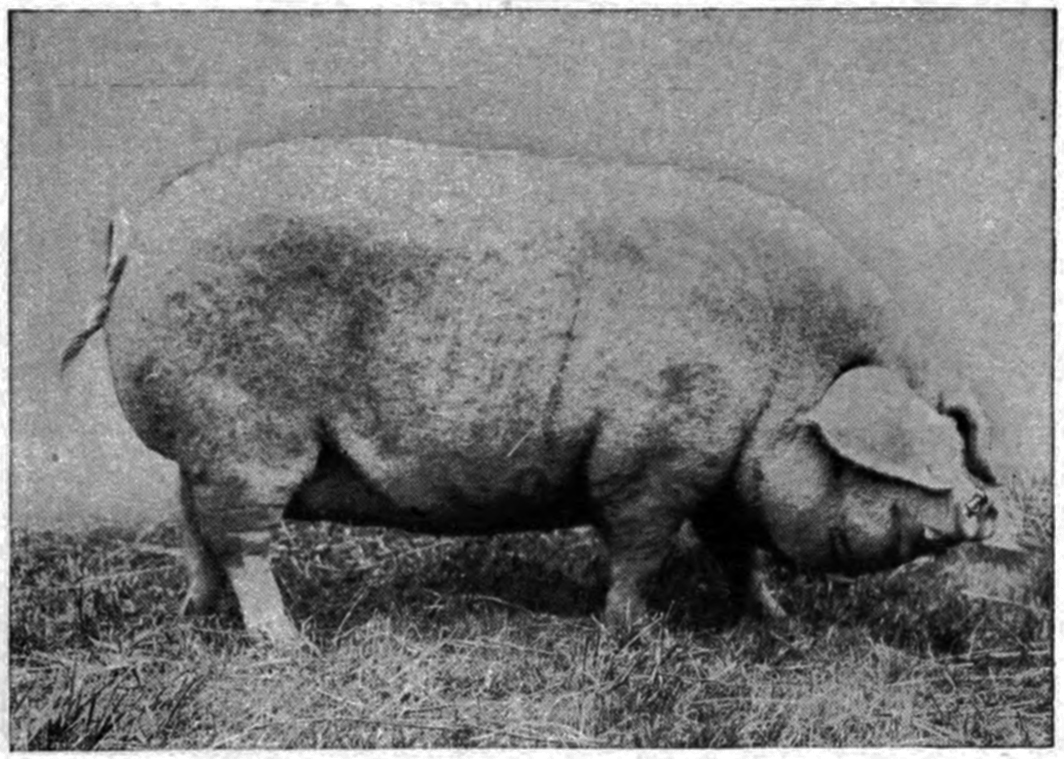
Линкольнширская кудрявошёрстная свинья (1928)

Линкольнширская кудрявошёрстная (англ. Lincolnshire Curly Coat) — исчезнувшая британская порода домашней свиньи:359. Появилась в графстве Линкольншир в восточной части Мидлендса, названа в честь графства. Как и многие другие традиционные породы свиней, стала редкостью после Второй мировой войны. К 1970 году вымерла:565.

## История
Линкольнширская кудрявошёрстная была одной из старейших пород Великобритании и ранее повсеместно встречалась в графстве Линкольншир. Традиционно выращивалась в основном в прибрежных районах Северного моря, имея распространение вглубь материка примерно до городов Линкольн, Грантем, Лаут (англ.) и Сполдинг.
К 1930-м годам благодаря селекционному разведению порода достигла высокой скорости откорма и крупные экземпляры были экспортированы в Россию и другие страны, включая Венгрию. После Второй мировой войны количество голов сократилось, возможно, отчасти из-за изменения структуры сельского хозяйства и повышения спроса на более постное мясо. Основной причиной спада стала публикация в 1955 году доклада Ховитта (англ.), в котором утверждалось, что разнообразие пород является препятствием для развития свиноводства Британии, и была принята политика ограничения числа пород, в соответствии с которой основными становились три: валлийская (англ.), британский ландрас (англ.) и крупная белая. Из шестнадцати имевшихся на тот момент британских пород свиней вымерли четыре: камберлендская (англ.), дорсетская золотистая (англ.), линкольнширская кудрявошёрстная и йоркширская сине-белая (англ.). Линкольнширская кудрявошёрстная исчезла последней; исследование, проведенное в 1970 году Редингским университетом, не обнаружило ни одной особи этой породы.

## Описание
Линкольнширская кудрявошёрстная, как и другие традиционные «местные» породы Великобритании, была выведена выносливой, подходящей для содержания мелкими землевладельцами. Это была большая свинья с загнутыми ушами. Наиболее заметной особенностью была длинная вьющаяся белая шерсть, которая помогала переносить влажную холодную зиму болот Линкольншира.